# Tabloidformat
Tabloidformat är ett vanligt tidningsformat, främst för kvällstidningar, men har blivit vanligt även för dagstidningar. Tabloid är inget exakt format, utan kan variera mellan olika tryckerier. Exempel på tabloidformat är 280 × 385 mm med en tryckyta på (252 mm + 10 mm bunt) × 360 mm, det vill säga ungefär A3.
I många länder har ordet tabloid en negativ klang som förknippas med sensationsjournalistik. Så är det bland annat i Storbritannien. När dagstidningarna The Independent och The Times under 2003 övergick från broadsheetformat till tabloidformat valde de därför att kalla det nya mindre formatet för compact ("kompaktformat").
I Sverige och Finland har tabloidformatet utvecklats till att bli det klart dominerande tidningsformatet.